# De Nios översättarpris
De Nios översättarpris utdelas av Samfundet De Nio. Det utdelades första gången 1970.

## Pristagare
- 1970 – Hans Björkegren och Irma Nordvang
- 1977 – Bengt Jangfeldt
- 1978 – Carl-Henrik Wittrock
- 1980 – Géza Thinsz, János Csatlós och Pierre Zekeli
- 1982 – Caj Lundgren, Lars Erik Blomqvist, Tord Bæckström och Ulrika Wallenström
- 1985 – Eva Alexanderson
- 1986 – Mårten Edlund
- 1987 – Annika Ernstson, Arne Lundgren och Johan Malm
- 1988 – Barbara Lönnqvist, Bertil Cavallin och Martin von Zweigbergk
- 1989 – Bengt Samuelson, Eva Liljegren, Irmgard Pingel, Marianne Eyre och Marion Wajngot
- 1994 – Anders Bodegård, Ingvar Björkeson, Jan Stolpe och Lasse Söderberg
- 1995 – Ingrid Ingemark och Ulla Roseen
- 1996 – Astrid Lundgren, Bertil Albrektson, Hans-Jacob Nilsson och Sture Pyk
- 1997 – Gun-Britt Sundström och Thomas Warburton
- 1998 – Jens Nordenhök
- 1999 – Dan Shafran, Inger Johansson och Margaretha Holmqvist
- 2000 – Staffan Holmgren
- 2001 – Marianne Sandels och Tetz Rooke
- 2002 – Hesham Bahari, Peter Handberg och Rose-Marie Nielsen
- 2005 – Camilla Frostell, Ervin Rosenberg och Maria Ekman
- 2007 – Carmen Giorgetti Cima, Maria Ortman och Martin Tegen
- 2009 – Erik Ågren, Hans Blomqvist, Jan Stolpe, Karin Löfdahl, Kerstin Gustafsson, Meta Ottosson och Staffan Skott
- 2010 – Hans Björkegren och Ulrika Wallenström
- 2011 – Lena E. Heyman och Ulrika Wallenström
- 2012 – Erik Andersson
- 2014 – Aimée Delblanc
- 2018 – Lena Fries-Gedin och John-Henri Holmberg
- 2019 – Inger Johansson och Jan Henrik Swahn
- 2020 – Jesper Högström och Ulla Roseen
- 2021 – Malte Persson
- 2024 – Jan Erik Bornlid, Ulla Ekblad-Forsgren, Hans-Jacob NIlsson och Linda Östergaard